# エロフェイ・ハバロフ
エロフェイ・パヴロヴィチ・ハバロフ（エロフェイ・パヴロヴィチ・ハバローフ＝スヴャティツキー、ロシア語: Ерофей Павлович Хабаро́в-Святитский, ローマ字表記の例: Yerofey Pavlovich Khabarov (Svyatitsky), 当時の記録ではヤロフェイ Ярофей とも表記、1603年頃生まれ - 1671年頃没）は、17世紀ロシアの商人・探検家。アムール川流域を本格的に探検し、その植民地化を図った人物として知られている。ロシア極東の大都市ハバロフスク、およびアムール州のシベリア鉄道沿いの町エロフェイ・パヴロヴィチは彼の名にちなんでいる。

## 生涯
ヨーロッパ・ロシアの北部で、白海に流れる北ドヴィナ川沿いにあるヴェリキイ・ウスチュグ付近で生まれた。生地には諸説あるが、スヴャティツキーというあだ名があることから、スヴャティツァ村という説も有力である。ヴェリキイ・ウスチュグの付近では、セミョン・デジニョフやウラジーミル・アトラソフなど、シベリアや極東へ向かう商人や探検家を多く生んでいる。
ハバロフは近くのソリヴィチェゴドスクの町で、後の大富豪ストロガノフ家が営む製塩所で管理人となったが、やがてシベリアでの交易に活路を見出した。1625年、ハバロフは西シベリアのトボリスクから、オビ川を下って河口にある港町マンガゼヤへと船で渡った。3年後、ハバロフはマンガゼヤから探検隊を率いて川船に乗って東へ向かい、丘を越えてヘタ川（タイミル半島の南東の付け根へ流れる）に到達している。1630年にはマンガゼヤからトボリスクへ戻った。
今度は東シベリアへ向かい、1632年から1641年にかけてレナ川上流に住み毛皮などを商った。また、レナ川にクタ川やキレンガ川が合流するあたり（現在のウスチ＝クート付近）に農業と製塩を営む集落を築き、経営を行っている。1641年には製粉所も設けたが、やがて当地のヴォエヴォダ（総督）のピョートル・ゴロヴィンと対立し、ヤクーツクの監獄に入れられるなどしている。

## 第一の探検（1649年-1650年）
1648年、ゴロヴィンに代わりドミトリー・フランツベコフがヤクーツクへ赴任する。ハバロフは新たな総督に対し、ヤクーツクの南方のダウリヤ（ザバイカルおよび沿アムール地方西部の旧称）はレナ川流域よりも農業に適した地であるとしてダウリヤへの探検を行うことを請願し認められた。こうしてハバロフは、ヴァシーリー・ポヤルコフによる1643年から1646年のロシア人最初のアムール川探検に次ぎ、2回目となるアムール川探検を率いることになり、1649年春に自費で隊員や武装をまかなってヤクーツクを発った。
以前にポヤルコフが辿った往路はレナ川中流域の支流アルダン川を南へ遡るものだったが、何度も船をかついで山を越える困難な道のりであり、とても実用的な経路ではなかった。ハバロフは、レナ川上流の支流ヴィチム川を南へ遡ることにより、より容易にアムール川流域にたどり着けるのではないかと考えていた。1647年にはヤクーツクの猟師が、ヴィチム川の東を並行するオリョークマ川を遡るとアムール川上流にたどり着くはずだという報告を行っており、ハバロフはこれに基づいてオリョークマ川を遡る経路をとることにした。ハバロフ一行はレナ川からオリョークマ川に入り、支流のトゥングル川を遡り、その上流で船をかついで丘を越え、アムール川上流のシルカ川に達することに成功した。翌1650年の初めにはダウリヤに入ったが、すでにコサックらがレナ川流域で暴れまわっているという噂がこの地にも届いており、住民らは逃げ出していた。
良い土地と良い経路を発見したという成果を得て、ハバロフは1650年5月にヤクーツクに戻った。彼は報告の中でダウリヤを褒め称えたが、中国（清）による干渉の危険があることを警告し、次の探検は職業軍人が大規模に行うべきであることを提案した。

## 第二の探検（1650年-1653年）
提案に対するモスクワからの返事が遅れているため、フランツベコフ総督は自らの権限で探検隊を組織することを決め、ハバロフに大規模な部隊を与えて南へと送りだした。フランツベコフは「ダウリヤの公」たち（アルバジンのラヴカイ公や、ボグドイ公など、ダウリヤ各地にいるとされた部族の長たち）に宛てたツァーリ・アレクセイからの書簡も持たせた。この書簡では、ダウリヤの公らに対してロシアのツァーリに服従することを要請し、もし従わない場合は6000人からの軍隊を送ると脅していた

。フランツベコフは、ダウリヤにいると聞く「ボグドイ公」（Князь Богдой）はシベリアの酋長のようなものではないかと考えていたが、これは実際には中国皇帝のことを指す言葉だった。

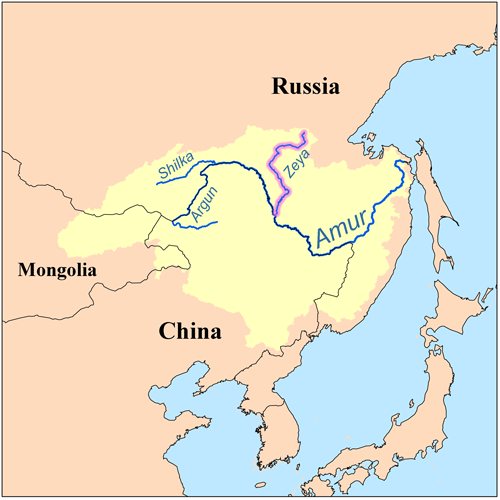
アムール流域図。ピンク色の川がゼヤ川

ハバロフの部隊は1650年の秋に丘を越えてシルカ川に至ったが、今度は武装した住民らによる抵抗を受けた。川を下ったハバロフは、アムール川が最も北に達している地点でアルバジに率いられたソロン部（索倫部）のダウール族・オロチョン族らを破り、ソロン部の中心であったヤクサ（雅克薩）にアルバジンという越冬用の要塞を築いた。翌1651年6月にはヤクーツクからの増援もアルバジンに到着した。ハバロフは軍勢を率いてアムール川を下り、流域の先住民を制圧していった。ゼヤ川、ブレヤ川の合流点を過ぎ、9月にはスンガリ川（松花江）の合流点に達した。9月29日、ウスリー川との合流点にあるアチャンスク（Ачанск、現在のハバロフスク付近、周囲に「アチャンス」とロシア人が呼んだ部族が住んでいたため名づけられた
）という所で越冬することを決めた。10月8日にはアチャンスおよびドゥチェル（дючеры, おそらくツングース系の部族名をロシア人がこう聞きとったもの）の連合軍1,000人ほどが要塞に攻めよせたがこれを撃退している。こうした部族は、コサックが課す重い貢納（ヤサク）の徴収に反発していた。ロシア人たちはアチャンスクを拠点として、11月にはジャクシュル（Жакшур）に率いられた部族を、冬にはネチガ（Нечига）に率いられた部族を襲い、彼らから多数の貢物を取り立て、ロシアのツァーリへの臣従を誓わせた 。ハバロフはこの過程で、アムール川の地理を「アムール川図」（Чертёж реки Амур）にまとめている。
しかし清領内の満州北部におけるロシア人のこうした行動は、清の軍事行動を呼び起こした。ニングダを発った2,000人の清軍（満族とダウール人の混成部隊）は、1652年3月24日、アチャンスク要塞のロシア人を包囲し攻撃を始めた。ハバロフらはなんとかこの攻撃を凌いだが、より多くの清軍が続くことを恐れ、アムール川の氷が解けるとアチャンスク要塞を放棄して上流へと退却した。途中で6,000人の清軍と対峙したが、霧にまぎれて退却することに成功した。ハバロフは捕虜から、スンガリ川にさらに多くの清軍が集結していると聞いた。さらに上流では117人のコサックの増援と合流した。この増援部隊は、先にハバロフ一行を探すための先遣隊が出ているが知らないかとハバロフ一行に尋ねたが、ハバロフは先遣隊には遭わなかったと答えた。行方不明になった先遣隊を探すべきだとの声が出たがハバロフはこれを無視して上流へ向かおうとし、部隊内部での亀裂が広がり始めた。1652年8月1日にはゼヤ川の河口へ到達したものの、一行のうちコサックのステンカ・ポリャコフに率いられた136人が反乱を起こした。ハバロフの側には212人だけが残った。ハバロフはこの日、どこに越冬地を作るべきかという疑問を口にしたが、これがゼヤ川に留まって清軍の攻撃を待つべきかと受け止められてしまったとハバロフは報告で言及している。この後、秋から冬にかけてハバロフ側とポリャコフ側は戦闘に入るが、最終的にはハバロフ側が反乱側を制圧した。ハバロフがゼヤ川の越冬地からヤクーツクのフランツベコフに送った報告には、彼らの一行が村々を焼き払い、原住民を殺し、捕虜を拷問した様が綴られている。
1653年秋、ドミトリー・ジノヴィエフに率いられた150名の増援部隊が到着した。貴族であるジノヴィエフは指揮権の完全な移譲を要求したが、ハバロフは拒み、逮捕された。しかしジノヴィエフも、ハバロフの部下たちからは協力を得られず、清との交渉も成り立たなかったため、一部を残してアムール川からヤクーツクへ引き上げることを決めた。オヌフリー・ステパノフ（Онуфрий Степанов）が後に残った兵の指揮官となり、以後アムール川沿いを転戦して村を襲ったり毛皮を取り立てたりしたが、1658年6月30日、清の将軍サルフダ（沙爾虎達）が率いる水軍に囲まれ（松花江口の戦い）、部隊は壊滅した。

## その後
ハバロフは地位と財産を剥奪され、モスクワへ裁判のために送られた。15か月かかってシベリアを横断してモスクワに着いたハバロフは裁判にかけられるが、1年後に無罪放免を勝ち取った。彼はツァーリからシベリア探検の功績をたたえられ、下級貴族の地位を与えられてレナ川上流の開拓地へと戻った。
その後のハバロフについては、1667年に新たなヴォイヴォドのゴドゥノフに宛てた文書が残されている。ハバロフはこの文書で、自費で100人からの入植隊を組織し、アムール川流域に前哨と町を築いて畑を開拓し、穀物を生産してツァーリに贈るという構想を語っている。この文書に対しハバロフがどのような返事をもらったかは分かっておらず、その後の彼の運命も分かっていない。
彼の没地も分かっていないが、キレンスクやブラーツクなどには彼の墓があるという言い伝えがある。
エロフェイ・パブロヴィッチはハバロフにちなんだ地名である。